# J3 League
Die J3 League (jap. J3リーグ, J3 Rīgu) ist die dritte Liga der Japan Professional Football League (日本プロサッカーリーグ, Nippon Puro Sakkā Rīgu) und die dritthöchste Vereinsfußballliga in Japan. In der Ligenhierarchie befindet sie sich an dritter Stelle zwischen der übergeordneten J2 League und der höchsten Amateurspielklasse Japan Football League.

## Geschichte

### Vor der Gründung (-2012)
Erste Versuche einer landesweiten dritten Spielklasse wurden 1992 im Zuge der Umstrukturierung des japanischen Profifußballs unternommen. So wurde die Japan Soccer League, welche mit der Gründung der J. League ins zweite Glied rückte, in Japan Football League umbenannt und in zwei Divisionen à 10 Mannschaften unterteilt. Schon 1994 jedoch wurden beide Divisionen wieder zusammengelegt.
In Zusammenhang mit der Einführung der J. League Division 2 im Jahr 1999 erfolgte der erneute Aufbau einer landesweiten dritten Liga, die ebenfalls den Namen Japan Football League bekam. Im Gegensatz zu ihrer Vorgängerin sollte sie als höchste Amateurspielklasse Japans fungieren. Schon bald jedoch diente die JFL als Sammelpunkt vieler Vereine, die schließlich in die J. League aufgenommen werden wollten.
Diesem Punkt wurde seitens der J. League zunächst mit der Einführung des Systems der „außerordentlichen Mitgliedschaften“ im Jahr 2006 begegnet. Vereine, die eine solche Mitgliedschaft beantragen, müssen eine Reihe von wirtschaftlichen Kriterien nachweisen, um diese zu erhalten. Erst danach ist bei entsprechendem sportlichen Erfolg ein Aufstieg in die J. League möglich. Bis zum Jahr 2013 stieg die Anzahl der Vereine in der JFL, die diesen professionellen Status suchten, zunehmend an; so waren zuletzt 10 der 18 Mitglieder der JFL im Besitz einer außerordentlichen Mitgliedschaft, und das obwohl seit Einführung des Systems für gewöhnlich ein bis drei Mannschaften pro Saison den Aufstieg in die J. League schafften.
Der Sprung, den ein Verein aus der Japan Football League in den bezahlten Fußball zu bewältigen hatte, wurde mit zunehmender Anzahl der Clubs in der J. League Division 2 immer höher, was dazu führte, dass die Neulinge oftmals eine gewisse Zeit benötigten, ehe sie in der ungewohnten Umgebung Fuß fassen konnten. Außerdem wurde die als optimal für die J2 angesehene Staffelstärke von 22 Mannschaften im Jahr 2012 erreicht, was dazu führte, dass die Liga erst einmal keine neuen Profimannschaften mehr aufnehmen konnte. Daher war eine Erweiterung des Profibereichs um eine zusätzliche Ebene mit entsprechend geringeren Lizenzanforderungen die logische Folge.

### Gründung der J3 League (2013)
Kurz vor Ende der Saison 2012 berichteten japanische Medien erstmals von der geplanten Einführung einer neuen Profiliga, die anfänglich zehn bis zwölf Vereine umfassen und nicht so strenge Lizenzierungskriterien im Vergleich zur J2 haben sollte. Am 16. Januar 2013 einigten sich alle Vereine der J. League auf die Einführung der Liga zur Saison 2014; diese Entscheidung wurde am 26. Februar 2013 vom J. League Council bestätigt. Obwohl sie ursprünglich als Liga mit zehn Mannschaften geplant war, wurde die Spielstärke der neuen J3 im Juli 2013 auf zwölf Teams festgelegt.
Um für die Premierensaison berücksichtigt zu werden, mussten an der Teilnahme interessierte Vereine entweder bereits den Status eines außerordentlichen Mitglieds besitzen oder aber bis zum 30. Juni 2013 einen Aufnahmeantrag gestellt haben. Im letztgenannten Fall prüfte dann das J. League Council, ob der jeweilige Verein die Voraussetzungen zur Teilnahme erfüllte. Am 19. November wurden schließlich die folgenden elf Vereine als Teilnehmer der J3 League 2014 bestätigt (in Klammern die Ligazugehörigkeit in der Saison 2013):
- Gainare Tottori (J2, Absteiger)
- Blaublitz Akita (JFL)
- Machida Zelvia (JFL)
- SC Sagamihara (JFL)
- AC Nagano Parceiro (JFL)
- Zweigen Kanazawa (JFL)
- YSCC Yokohama (JFL)
- FC Ryūkyū (JFL)
- Fukushima United FC (JFL)
- Fujieda MYFC (JFL)
- Iwate Grulla Morioka (Tōhoku Soccer League, Sieger der Regionalligen-Finalrunde)

Als zwölfte Mannschaft wurde ein U-22-Auswahlteam der J1- und J2-Vereine hinzugefügt. Diese Mannschaft, welche sich aus den besten Nachwuchsspielern der höherklassigen Vereine zusammensetzt, wurde mit Blick auf die Olympischen Sommerspiele 2016 in Rio de Janeiro gegründet.

### Professionalisierung, Kontinuierliche Veränderung der Ligastärke (2014–2022)
Mit der Gründung der J3 League fiel die untergeordnete Japan Football League auf die vierte Stufe der japanischen Ligenpyramide zurück. Da die J3 League in den folgenden Jahren kontinuierlich vergrößert werden sollte, fand ein Abstieg aus der J3 League in die Japan Football League zunächst nicht statt. Die zwölf Mannschaften begannen den Spielbetrieb der neu gegründeten Liga am 9. März 2014. Jede Mannschaft trat im Laufe der Saison dreimal gegen jeden anderen Verein der Liga an. Der Meister stieg direkt in die J2 League auf, der Zweitplatzierte trug ein Relegationsspiel gegen den Vorletzten der J2 League aus. Zur Saison 2017 wurde das Relegationsspiel gestrichen, ab sofort stieg auch der Zweitplatzierte direkt in die J2 League auf.
Die Ligagröße veränderte sich in den kommenden Spielzeiten laufend. Zur Saison 2015 trat Renofa Yamaguchi FC der J3 League als Aufsteiger aus der Japan Football League bei, zum Ende der Saison wurde die U-22-Auswahl vom japanischen Verband aufgelöst. Als Ersatz beschloss die J. League, die drei U-23-Teams von Cerezo Osaka, deren Lokalrivalen Gamba Osaka sowie des FC Tokyo aufzunehmen. In den folgenden Jahren traten Kagoshima United FC (2016), Azul Claro Numazu (2017), Vanraure Hachinohe (2019) und der FC Imabari (2020) der J3 League bei.
Zum Ende der Saison 2020 entschied die J.League, die Teilnahme von U23-Mannschaften an der J3 League einzustellen. Dies betraf die Vereine Gamba Osaka U23 und Cerezo Osaka U23, nachdem sich der FC Tokyo U23 bereits vor Beginn der Saison 2020 aus der J3 League zurückgezogen hatte. Aus diesem Grund und bedingt durch die Tatsache, dass in der Saison 2020 wegen der COVID-19-Pandemie zwar ein Aufstieg in die J2 League, im Gegenzug aber kein Abstieg in die J3 League stattfand, schrumpfte zur Saison 2021 zum ersten Mal seit der Ligagründung die Größe der Liga von 18 auf 15 Mannschaften.

### Umstrukturierung der drei Profiligen (2023–heute)
Am 21. Dezember 2022 wurde eine größere Umstrukturierung der drei Profiligen verkündet. Das übergeordnete Ziel dieser ist, dass jede Profiliga zum Start der Saison 2024 eine Ligastärke von 20 Mannschaften besitzt. Die J3 League erreichte diese Kapazität in der Saison 2023, womit zum Ende der Saison erstmals ein Abstieg von der J3 League in die viertklassige Japan Football League möglich ist. Ein weiteres Ergebnis der Umstrukturierung ist, dass mit Beginn der Saison 2024 die Aufstiegsbedingungen angepasst werden: Die beiden besten Vereine steigen direkt in die J2 League auf, während die Vereine auf den Plätzen 3 bis 6 ein Playoff-Turnier austragen. Der Gewinner dieses Turniers steigt ebenfalls direkt auf.

### Zusammenfassung
| Jahr | Wichtige Ereignisse | # J3 Teams | Aufstiegspl. | Abstiegspl. |
| ---- | --- | ---------- | ------------ | ----------- |
| 2014 | - Die J3 League wird mit neun Vereinen der Japan Football League, dem Sieger der Regionalligen-Finalrunde und dem Absteiger aus der J2 League gegründet: Gainare Tottori, Blaublitz Akita, Machida Zelvia, SC Sagamihara, AC Nagano Parceiro, Zweigen Kanazawa, YSCC Yokohama, FC Ryūkyū, Fukushima United FC, Fujieda MYFC und Iwate Grulla Morioka - Zusätzlich nimmt ein U22-Auswahlteam der J1- und J2-Vereine an der J3 League teil. - Die Japan Football League fällt in der Ligahierarchie auf die vierte Stufe zurück. | 12         | 1,5          | 0           |
| 2015 | - Die J3 League wird um einen Verein vergrößert (Renofa Yamaguchi FC). - Die U22-Auswahl wird zum Ende der Saison aufgelöst. | 13         | 1,5          | 0           |
| 2016 | - Die J3 League wird um vier Vereine vergrößert (Kagoshima United FC, Cerezo Osaka U-23, Gamba Osaka U-23, FC Tokyo U-23). - Jede Mannschaft tritt nur noch zweimal statt dreimal gegen jede andere Mannschaft an. | 16         | 1,5          | 0           |
| 2017 | - Die J3 League wird um einen Verein vergrößert (Azul Claro Numazu). - Die Relegationsspiele werden abgeschafft. Ab sofort steigen die beiden besten Mannschaften direkt in die J2 League auf. | 17         | 2            | 0           |
| 2019 | - Die J3 League wird um einen Verein vergrößert (Vanraure Hachinohe). | 18         | 2            | 0           |
| 2020 | - Der FC Imabari tritt der J3 League bei. - Die Teilnahme von U23-Mannschaften an der J3 League wird zum Ende der Saison eingestellt. | 18         | 2            | 0           |
| 2021 | - Tegevajaro Miyazaki tritt der J3 League bei. | 15         | 2            | 0           |
| 2022 | - Iwaki FC tritt der J3 League bei und schafft den direkten Aufstieg in die J2 League. | 18         | 2            | 0           |
| 2023 | - Die J3 League wird um zwei Vereine vergrößert (Nara Club, FC Osaka). - Erstmals können zum Ende der Saison bis zu zwei Mannschaften in die Japan Football League absteigen (ein direkter Abstiegsplatz, ein Relegationsplatz) | 20         | 2            | 1,5         |
| 2024 | - Die Vereine auf den Plätzen 3 bis 6 tragen ein Playoff-Turnier aus, der Sieger steigt direkt in die J2 League auf. | 20         | 3            | 1,5         |

## Stellung in der japanischen Fußballpyramide
| Stufe(n) | Liga/Division                                                |
| -------- | ------------------------------------------------------------ |
| I        | J1 League 20 Vereine                                         |
| II       | J2 League 20 Vereine                                         |
| III      | J3 League 20 Vereine                                         |
| IV       | Japan Football League 16 Vereine                             |
| V/VI     | 9 Regionalligen 134 Vereine                                  |
| VII+     | 46 Präfekturligen & 4 Block Ligen auf Hokkaidō viele Vereine |

Bis zur Saison 2022 erfolgte der Austausch zwischen der J3 League und der Japan Football League nur von unten nach oben, d. h. ein Abstieg aus der J3 in die JFL war nicht möglich. Im umgekehrten Fall musste ein aufstiegswilliger Verein eine JFL-Saison unter den ersten vier Teams abschließen, um sich sportlich für die J3 zu qualifizieren. Zusätzlich war der sogenannte 100 Year Plan status notwendig, der nur dann durch die Liga erteilt wurde, wenn auch die benötigten wirtschaftlichen und organisatorischen Grundbedingungen erfüllt waren. Befanden sich am Ende einer Saison mehr als zwei Teams mit diesem Status unter den besten vier Mannschaften, stiegen lediglich die zwei besten dieser Vereine auf.
Da die J3 League in der Saison 2022 ihre angestrebte Ligastärke von 20 Mannschaften erreicht hatte, ist ab der Saison 2023 ein Abstieg aus der J3 League in die Japan Football League möglich. Der Tabellenletzte steigt dabei direkt ab, der Vorletzte trägt ein Relegationsspiel gegen den Zweitplatzierten der JFL aus. Die Abstiegsregelungen können variieren, wenn eine oder beide der erstplatzierten Mannschaften der JFL nicht aufstiegsberechtigt ist.
Zwischen der J2 League und der J3 League wurde hingegen ein fester Abstiegsmodus etabliert. Die beiden Letztplatzierten der J2 steigen dabei direkt in die J3 ab und werden durch deren Meister und Vizemeister ersetzt. Sollte einer der beiden erstplatzierten J3-Vereine keine Zweitligalizenz besitzen, gibt es keine Nachrücker, der Austausch zwischen den beiden Ligen wird entsprechend verringert.

### Zutrittskriterien
Amateurmannschaften, die den Schritt zum Profitum anstreben, müssen mehrere Kriterien erfüllen, um in die J3 League aufgenommen zu werden:
- Zertifizierung als sogenannter J.League-Hundertjahrplan-Verein; dieser Status wird auf Antrag vergeben, sobald bestimmte Grundgegebenheiten bezüglich Infrastruktur, Organisation und Spielklasse des Vereins erfüllt sind
- Stadion mit einer Kapazität von mindestens 5.000 Zuschauern, welches den Anforderungen der J3 League entspricht und von der J.League genehmigt wurde
- Erfüllung der sonstigen Lizenzkriterien für die J3 League
- Erreichen von Platz 1 oder 2 am Ende einer Saison der Japan Football League
- Zuschauerschnitt von mindestens 2.000 bei Heimspielen, mit Nachweis von signifikanten Bestrebungen, einen Schnitt von mindestens 3.000 erreichen zu wollen
- Ein Jahresumsatz von mindestens 150 Millionen Yen und keine übermäßigen Schulden

## Wettbewerbsmodus

### Ligaformat (seit 2024)
Die 20 Vereine der J3 League spielen in einem Hin- und Rückspiel gegeneinander, womit jede Mannschaft 38 Spiele zu bestreiten hat. Für einen Sieg erhält die Mannschaft drei Punkte, für ein Unentschieden einen und keinen für eine Niederlage. Die Tabelle wird nach den folgenden Kriterien erstellt:
1. Anzahl der erzielten Punkte
2. Tordifferenz
3. Erzielte Tore
4. Direkter Vergleich
5. Fairplay-Wertung
6. Los

Die zwei bestplatzierten Vereine und der Sieger des Playoff-Turniers zwischen den Plätzen 3 bis 6 steigen direkt in die J2 League auf. Der Letztplatzierte steigt direkt in die Japan Football League ab, der Vorletzte trägt ein Relegationsspiel gegen den Zweitplatzierten der JFL aus. Sollten die beiden erstplatzierten JFL-Mannschaften nicht über eine J3-League-Lizenz verfügen, wird der Abstieg entsprechend verringert.

### Teilnehmer 2023
→ Hauptartikel: J3 League 2023
| Logo | Verein               | Beitritts- jahr | Beheimatet in        | Stadion                               | Aktuell in der J3 League seit |
| ---- | -------------------- | --------------- | -------------------- | ------------------------------------- | ----------------------------- |
|      | Vanraure Hachinohe   | 2019            | Hachinohe, Aomori    | Prifoods Stadium                      | 2019                          |
|      | Iwate Grulla Morioka | 2014            | Morioka, Iwate       | Iwagin Stadium                        | 2023                          |
|      | Fukushima United FC  | 2014            | Fukushima, Fukushima | Toho Stadium                          | 2014                          |
|      | SC Sagamihara        | 2014            | Sagamihara, Kanagawa | Sagamihara Gion Stadium               | 2022                          |
|      | YSCC Yokohama        | 2014            | Yokohama, Kanagawa   | NHK Spring Mitsuzawa Football Stadium | 2014                          |
|      | Kataller Toyama      | 2009 (J2)       | Toyama, Toyama       | Toyama Stadium                        | 2015                          |
|      | AC Nagano Parceiro   | 2014            | Nagano, Nagano       | Nagano U Stadium                      | 2014                          |
|      | Matsumoto Yamaga     | 2012 (J2)       | Matsumoto, Nagano    | Sunpro Alwin Stadium                  | 2022                          |
|      | FC Gifu              | 2008 (J2)       | Gifu, Gifu           | Nagaragawa Stadium                    | 2020                          |
|      | Azul Claro Numazu    | 2017            | Numazu, Shizuoka     | Shizuoka Ashitaka Athletic Stadium    | 2017                          |
|      | FC Osaka             | 2023            | Osaka, Osaka         | J-Green Sakai Main Field              | 2023                          |
|      | Nara Club            | 2023            | Nara, Nara           | Konoike Athletic Stadium              | 2023                          |
|      | Gainare Tottori      | 2011 (J2)       | Tottori, Tottori     | Tottori Bank Bird Stadium             | 2014                          |
|      | Kamatamare Sanuki    | 2014 (j2)       | Takamatsu, Kagawa    | Pikara Stadium                        | 2019                          |
|      | FC Imabari           | 2020            | Imabari, Ehime       | Arigato Service Yume Stadium          | 2020                          |
|      | Ehime FC             | 2006 (J2)       | Matsuyama, Ehime     | Ningineer Stadium                     | 2022                          |
|      | Giravanz Kitakyushu  | 2010 (J2)       | Kitakyūshū, Fukuoka  | Mikuni World Stadium Kitakyūshū       | 2022                          |
|      | Tegevajaro Miyazaki  | 2021            | Miyazaki, Miyazaki   | Unilever Stadium Shintomi             | 2021                          |
|      | Kagoshima United FC  | 2016            | Kagoshima, Kagoshima | Shiranami Stadium                     | 2020                          |
|      | FC Ryūkyū            | 2014            | Okinawa, Okinawa     | Tapic Kenso Hiyagon Stadium           | 2023                          |

## Meister- und Aufstiegshistorie
Von 2014 bis 2016 war lediglich der Meister direkt aufstiegsberechtigt, der Zweitplatzierte spielte gegen den Tabellenvorletzten der J2 League eine Relegation. Ab der Saison 2017 gewährt man beiden Erstplatzierten das direkte Aufstiegsrecht, allerdings unter der Voraussetzung, dass der betreffende Verein eine J2-Lizenz vorweisen muss. Diese Regeländerung führte gleich in ihrem ersten Jahr zu der Besonderheit, dass der Meister Blaublitz Akita aufgrund der fehlenden Lizenz nicht aufsteigen konnte. Ab der Saison 2024 werden nach dem Vorbild der J2 League erstmals auch in der dritten Liga Aufstiegsplayoffs zwischen den Vereinen auf den Plätzen 3 bis 6 abgehalten, der Sieger steigt ebenfalls direkt in die J2 League auf.
| Saison | Meister             | Vizemeister          | 3. Platz            | 4. Platz                                        |
| ------ | ------------------- | -------------------- | ------------------- | ----------------------------------------------- |
| 2014   | Zweigen Kanazawa    | AC Nagano Parceiro†  | FC Machida Zelvia   | Gainare Tottori                                 |
| 2015   | Renofa Yamaguchi FC | FC Machida Zelvia‡   | AC Nagano Parceiro  | SC Sagamihara                                   |
| 2016   | Ōita Trinita        | Tochigi SC†          | AC Nagano Parceiro  | Blaublitz Akita                                 |
| 2017   | Blaublitz Akita     | Tochigi SC           | Azul Claro Numazu   | Kagoshima United FC                             |
| 2018   | FC Ryūkyū           | Kagoshima United FC  | Gainare Tottori     | Azul Claro Numazu                               |
| 2019   | Giravanz Kitakyushu | Thespakusatsu Gunma  | Fujieda MYFC        | Kataller Toyama                                 |
| 2020   | Blaublitz Akita     | SC Sagamihara        | AC Nagano Parceiro  | Kagoshima United FC                             |
| 2021   | Roasso Kumamoto     | Iwate Grulla Morioka | Tegevajaro Miyazaki | Kataller Toyama                                 |
| 2022   | Iwaki FC            | Fujieda MYFC         | Kagoshima United    | Matsumoto Yamaga                                |
| 2023   | Ehime FC            | Kagoshima United FC  | Kataller Toyama     | FC Imabari                                      |
| Saison | Meister             | Vizemeister          | Playoff-Sieger      | Weitere Playoff-Teilnehmer                      |
| 2024   | RB Ōmiya Ardija     | FC Imabari           | Kataller Toyama     | Matsumoto Yamaga, Fukushima United FC, FC Osaka |

* Fett geschriebene Vereine stiegen auf; Mit † markierte Vereine verloren die Relegation; Mit ‡ markierte Vereine gewannen die Relegation und stiegen auf.
Erfolgreichste Vereine
| Verein               | Meister | Vize | Jahre der J3-Meisterschaften | Jahre der J3-Vize-Meisterschaften |
| -------------------- | ------- | ---- | ---------------------------- | --------------------------------- |
| Blaublitz Akita      | 2       | 0    | 2017, 2020                   |                                   |
| Zweigen Kanazawa     | 1       | 0    | 2014                         |                                   |
| Renofa Yamaguchi FC  | 1       | 0    | 2015                         |                                   |
| Ōita Trinita         | 1       | 0    | 2016                         |                                   |
| FC Ryūkyū            | 1       | 0    | 2018                         |                                   |
| Giravanz Kitakyushu  | 1       | 0    | 2019                         |                                   |
| Roasso Kumamoto      | 1       | 0    | 2021                         |                                   |
| Iwaki FC             | 1       | 0    | 2022                         |                                   |
| Ehime FC             | 1       | 0    | 2023                         |                                   |
| RB Ōmiya Ardija      | 1       | 0    | 2024                         |                                   |
| Tochigi SC           | 0       | 2    |                              | 2016, 2017                        |
| Kagoshima United FC  | 0       | 2    |                              | 2018, 2023                        |
| AC Nagano Parceiro   | 0       | 1    |                              | 2014                              |
| FC Machida Zelvia    | 0       | 1    |                              | 2015                              |
| Thespakusatsu Gunma  | 0       | 1    |                              | 2019                              |
| SC Sagamihara        | 0       | 1    |                              | 2020                              |
| Iwate Grulla Morioka | 0       | 1    |                              | 2021                              |
| Fujieda MYFC         | 0       | 1    |                              | 2022                              |
| FC Imabari           | 0       | 1    |                              | 2024                              |